# لوكاس أوكامبوس
لوكاس أرييل أوكامبوس (بالإسبانية: Lucas Ariel Ocampos؛ المولود 11 يوليو 1994) هو لاعب كرة قدم أرجنتيني يلعب حاليًّا مع نادي إشبيلية الإسباني في مركز الجناح.
وقد سبق له اللعب مع نادي ريفر بليت ومع نادي كيلمس في الأرجنتين ويبلغ طوله 187 سم، كما لعب مع المنتخب الأرجنتنيني تحت 17 عام.

## روابط خارجية
- لوكاس أوكامبوس على موقع الاتحاد الأوربي (الإنجليزية)
- لوكاس أوكامبوس على موقع إي إس بي إن إف سي (الإنجليزية)
- لوكاس أوكامبوس على موقع قاعدة بيانات كرة القدم.إي يو (الإنجليزية)
- لوكاس أوكامبوس على موقع ليكيب (الفرنسية)
- لوكاس أوكامبوس على موقع ناشيونال فوتبول تيمز (الإنجليزية)
- لوكاس أوكامبوس على موقع Soccerbase.com (لاعب) (الإنجليزية)
- لوكاس أوكامبوس على موقع Soccerway.com (الإنجليزية)
- لوكاس أوكامبوس على موقع عالم كرة القدم.نت (الإنجليزية)
- لوكاس أوكامبوس على موقع كووورة
- لوكاس أوكامبوس على موقع AS.com (الإسبانية)